# 1824 Haworth
1824 Haworth è un asteroide della fascia principale. Scoperto nel 1952, presenta un'orbita caratterizzata da un semiasse maggiore pari a 2,8848032 UA e da un'eccentricità di 0,0389320, inclinata di 1,93006° rispetto all'eclittica.
L'asteroide è dedicato al fisico delle particelle statunitense Leland John Haworth.